# Nuevo Progreso (Chulucanas)
Nuevo Progreso es un caserío peruano ubicado en el distrito de Chulucanas, perteneciente a la provincia de Morropón del departamento de Piura, al norte del Perú. 

## Ubicación
Nuevo Progreso se ubica al noroeste de la provincia de Morropón, en el distrito de Chulucanas, en el departamento de Piura.

## Demografía
En 2017 Nuevo Progreso tenía una población de 172 habitantes.